# 大己貴神社

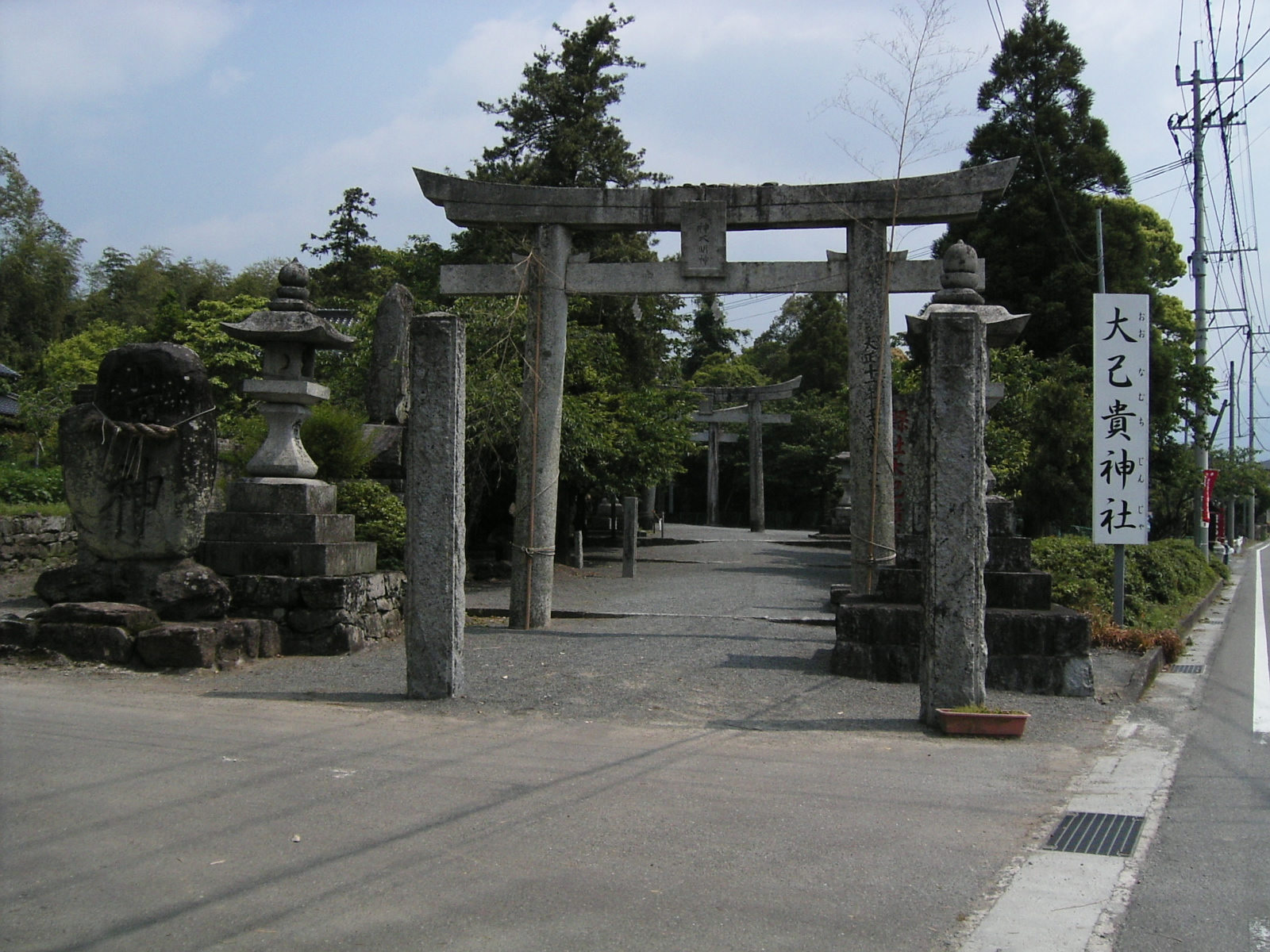
大己貴神社鳥居

大己貴神社（於保奈牟智神社、おおなむちじんじゃ）は、福岡県朝倉郡筑前町にある神社。

## 概要
祭神は大己貴命、天照皇大神、春日大明神。日本書紀によれば神功皇后が三韓征伐の折り、この地に大三輪の神を奉ったところ、軍勢が集まり新羅との戦いのため海を渡ったとする。古代において筑前国夜須、延喜式内社、於保奈牟智神社と称された。
地元では日本最古の神社とされ、「オンガサマ」と呼ばれ崇敬を集めている。この「大三輪の神」は日本書紀の神功皇后摂政紀に於いて初出で突然出てくるため、同じ名前の神を祀る遠く大和国の奈良県桜井市の三輪明神よりも古いといういわれがあり、白鳥庫吉による邪馬台国九州説に関わっている。しかし多くの矛盾もあり、未だ論争中である。（日本書紀に見られる御諸岳が奈良の三輪山とされるのは時代が下った神武天皇の時代以降であるなど）